# Malligasta
Malligasta es una localidad en el  Departamento Chilecito, provincia de La Rioja, Argentina. Se encuentra a 5 km de la ciudad de Chilecito.
La construcción más significativa del pueblo es su Iglesia de la Inmaculada Concepción, cuya construcción se remonta al año 1673; fue reformada en 1902 y en su interior se hallan artísticas imágenes coloniales.

## Historia
Sus primeros asentamientos datan de 1650. Estaba situada a la orilla del cordón montañoso del Velazco, a una altitud de 850 m s. n. m., en la zona este del Departamento Chilecito, a tan solo 8 km de la ciudad de Chilecito.

## Geografía

### Población
Cuenta con 1,668 habitantes (Indec, 2010), lo que representa un incremento del 15,6% frente a los 1,443 habitantes (Indec, 2001) del censo anterior.
| Gráfica de evolución demográfica de Malligasta entre 1991 y 2010 |
|                                                                  |
| Fuente: Censos nacionales del INDEC                              |

## Clima
El clima es árido, en la mayor parte del año es caluroso, siendo únicamente fresco a frío en la época de fines de otoño hasta fines del invierno.

### Sismicidad
La sismicidad de la región de La Rioja es frecuente y de intensidad baja, y un silencio sísmico de terremotos medios a graves cada 30 años en áreas aleatorias. Sus últimas expresiones se produjeron:
- 12 de abril de 1899 (126 años), a las 16.10 UTC-3 con 6,4 Richter; como en toda localidad sísmica, aún con un silencio sísmico corto, se olvida la historia de otros movimientos sísmicos regionales (terremoto de La Rioja de 1899)
- 24 de octubre de 1957 (67 años), a las 22.07 UTC-3 con 6,0 Richter (terremoto de Villa Castelli de 1957): además de la gravedad física del fenómeno se unió el olvido de la población a estos eventos recurrentes
- 28 de mayo de 2002 (22 años), a las 0.03 UTC-3, con 6,0 escala Richter (terremoto de La Rioja de 2002)[1]

## Economía
Es una colonia agrícola basada en la producción de cultivos frutihortícolas, y particularmente se destaca la vitivinicultura, principal actividad de la región.

### Turismo
Es mencionable el foco turístico, teniendo enfrente de la plaza la iglesia de la Inmaculada Concepción, cuya construcción data de 1673; y con reformas en 1902 y 2000 para su restauración y preservación, y en su interior cuenta con artísticas y bellas imágenes en bajorrelieve, datando de la época colonial.